# Вонг, Анна Мэй
Вонг Лю-Цонг (кит. трад. 黃柳霜, пиньинь Huáng Liǔshuāng, палл. Хуан Люшуан, англ. Wong Liu Tsong; 3 января 1905 или 3 января 1904, Лос-Анджелес, Калифорния — 3 февраля 1961 или 2 февраля 1961, Санта-Моника, Калифорния), более известная под сценическим псевдонимом Анна Мэй Вонг (англ. Anna May Wong) — первая добившаяся известности голливудская киноактриса китайского происхождения. Снималась в немом и звуковом кино.

## Биография
Вонг Лю-Цонг родилась 3 января 1905 года в квартале Лос-Анджелеса, населённом ирландскими и немецкими эмигрантами, неподалёку от Чайнатауна. Её родители Вонг Самсинг (黃善興 Хуан Шаньсин) и Ли Гон Той, эмигранты во втором поколении, держали прачечную, на втором этаже которой и жила вся их большая семья (помимо Лю-Цонг она включала в себя шестеро её братьев и сестёр). В 1907 году семья Вонгов перебралась в китайский квартал, но спустя два года переехала и обосновалась в квартале эмигрантов из Мексики и Восточной Европы.
Лю-Цонг с ранних лет увлекалась кино и мечтала о карьере актрисы. В 1919 году, благодаря протекции отцовского друга, занятого в киноиндустрии, двенадцатилетняя Лю-Цонг снялась в качестве статистки в драме «Красный фонарь», в котором главную роль играла звезда того времени Алла Назимова. Тогда же она взяла себе псевдоним Анна Мэй Вонг. Её отец не одобрял выбор профессии дочери и впоследствии отдалился от неё.
С 1921 года Анну Мэй Вонг начали упоминать в титрах, а в 1922 году она впервые получила главную роль в мелодраме «Жертвы моря». Эта картина, описывающая трагическую историю любви китаянки по имени Цветок Лотоса и спасённого ею белого мужчины стала первым голливудским цветным фильмом (правда его гамма была ограничена только красным и зелёным цветами). В 1924 году она закрепила успех, снявшись в роли рабыни-монголки в «Багдадском воре» Дугласа Фэрбенкса. С тех пор, как писали газеты, если в Голливуде требовалась актриса на роль китайской принцессы или рабыни, продюсеры приглашали Вонг.
Вонг вошла в число первых актрис-азиаток, воплощавших на киноэкране образы восточных женщин. Ранее подобные роли исполнялись белыми актрисами — например, в 1915 году Мэри Пикфорд сыграла японку в драме «Мадам Баттерфляй». Первая крупная работа Вонг пользовались большим успехом у публики, однако национальность актрисы стала препятствием на её пути к славе. Расовая дискриминация, процветавшая в то время, ограничивала права цветного населения, в том числе и в киноиндустрии. На раннем этапе кинематограф время от времени игнорировал правила и выпускал картины, где представители разных рас, к примеру, могли быть вовлечены в романтические отношения. Однако начиная с 1930 года, согласно принятому тогда кинематографическому кодексу, на подобные сюжеты был наложен запрет.
Начиная с середины 1920-х годов Вонг много работала. Пресса писала об актрисе не иначе как о звезде, однако в основном она снималась на поддерживающих ролях, так как в то время в Голливуде были редки проекты, где главное место было бы отведено китаянке. Исключение составила драма 1926 года «Шёлковый букет», в которой основные роли помимо Вонг играли азиатские актёры. Её наиболее заметными картинами того периода были драмы «Мистер Ву» с Лоном Чейни и «В старом Сан-Франциско» с Долорес Костелло (обе — 1927 года), мелодрама Фреда Нибло «Дьявольская танцовщица» (1927), мелодрама «Кровавый город» с Конрадом Найджелом и Мирной Лой (1928).
В 1928 году Вонг уехала в Европу и три года проработала в Германии и Великобритании. В то время там не существовало предубеждения против актёров восточного происхождения, поэтому талант Вонг нашёл применение: в Европе она снималась на главных ролях и быстро добилась популярности. В немецком фильме 1929 года «Городская бабочка» её героиня Хай-Тан так полюбилась зрителям, что потом актриса ещё несколько раз играла китаянок с таким именем.
Часть фильмов актрисы того периода дошла и до американского зрителя, правда в несколько урезанном варианте. Так как к тому времени в Америке была запрещена межрасовая любовь на киноэкране, из мелодрамы-мюзикла 1930 года «Пламя любви», ставшей дебютом актрисы в звуковом кино, цензура изъяла сцену, в которой героиня Вонг целовала героя британского актёра Джона Лонгдена.
В Великобритании актриса дебютировала на сцене театра в постановке «Меловой круг», где её партнёром был Лоренс Оливье. Затем она играла в Вене в спектакле «Весна».
Вонг вернулась в Америку в 1930 году, когда кинокомпания Paramount Pictures предложила ей контракт и гарантировала главные роли. В том же году она дебютировала на Бродвее в пьесе «На это месте». В 1931 году Вонг досталась главная роль в криминальной драме «Дочь дракона» по роману Сакса Ромера. Тем не менее она по-прежнему продолжала испытывать давление дискриминации. В частности, это выражалось в более низком по сравнению с другими актёрами гонораре. Например, за участие в мелодраме «Шанхайский экспресс» Вонг заплатили всего 6 тысяч долларов, тогда как Марлен Дитрих (хотя и исполнившая главную роль) получила около 78 тысяч.

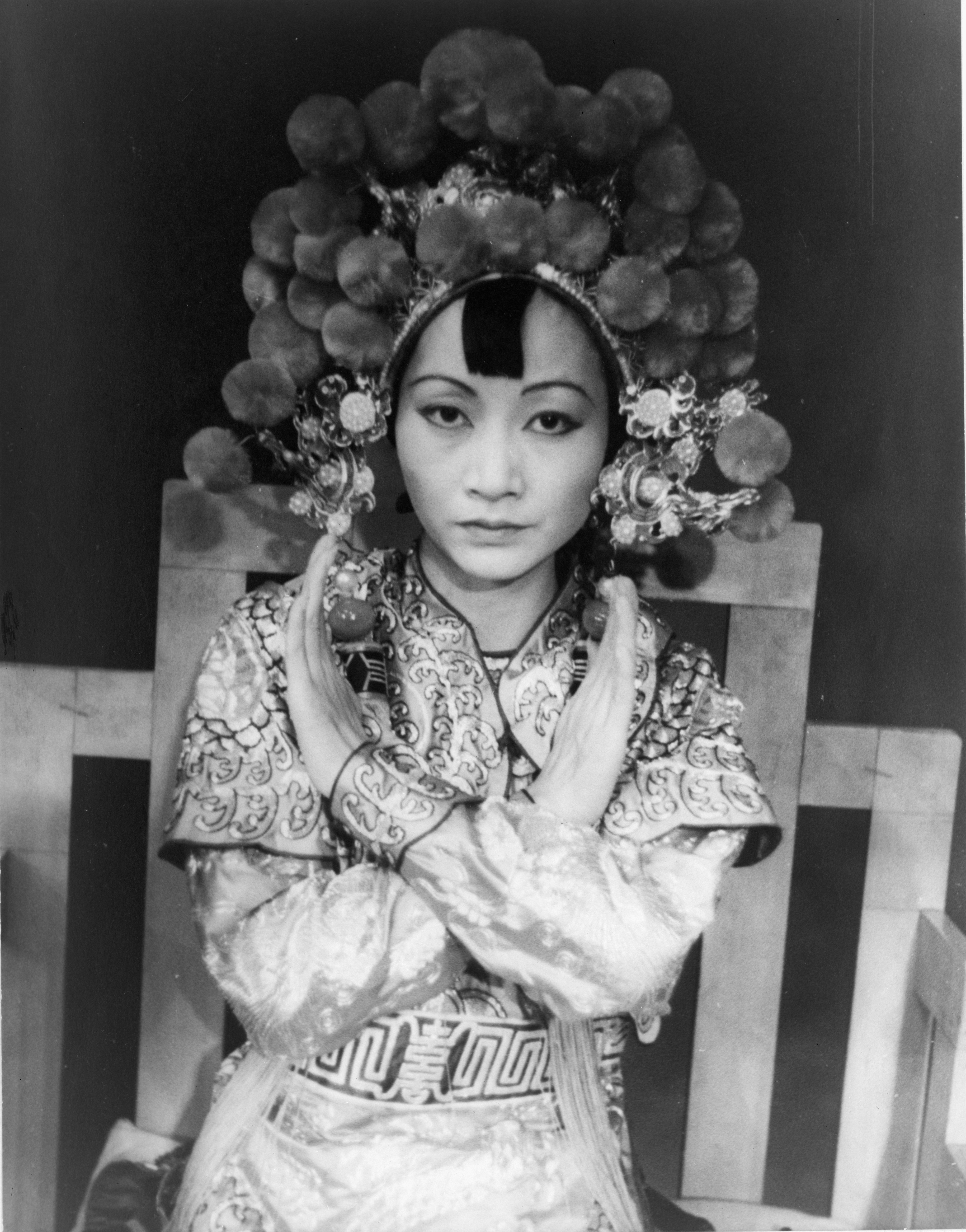
Анна Мэй Вонг в 1930-х годах

В 1930-х годах ситуация в Голливуде изменилась по сравнению с более терпимыми 1920-ми, и Вонг начала всё чаще получать отказы на пробах. В 1932 году актрису отказались снимать в драме «Сын-дочь», отдав роль китаянки Лян Ва Хелен Хейс. В 1937 году она пробовалась на две роли в фильме «Благословенная земля» — О-Лан, жены персонажа Пола Муни, и его любовницы по имени Лотос, — однако они отошли соответственно немке Луизе Рейнер и Тилли Лош, которая была родом из Австрии. Причина вновь заключалась в том, что любовные отношения на экране между представителями разных рас были запрещены. Закон распространялся и на случаи, когда, к примеру, оба актёра разных рас играли восточных героев.
Поняв сложность развития карьеры при подобных ограничениях, Вонг в 1934 году вернулась в Великобританию, где снова играла в театре и снялась в трёх фильмах. В их числе была музыкальная романтическая комедия «Чу-Чин-Чоу» — вольное переложение сказок об Али-бабе. Однако в том же году контракт с Paramount Pictures обязал её возвратиться на родину. В конце 1930-х годов Вонг некоторое время отдавали главные роли. Например, она сыграла отважную Лан Инь Лин в драме «Дочь Шанхая» (1937), любовницу гангстера Лан Инь в криминальном фильме «Опасное знание» (1938) и ряд других.
В 1937 году Вонг и жена продюсера Дэвида Селзника Ирен Селзник стали жертвами вымогателя. Некто требовал, чтобы они заплатили ему по 20 тысяч долларов, причём деньги Вонг он собирался потратить на производство фильма по собственному сценарию. В случае неуплаты маньяк обещал изуродовать актрису и покалечить её отца, а сыновьям Ирен грозил ослеплением и увечьями. Обе дамы обратились в полицию, и к их домам была приставлена охрана.
Кинокарьера актрисы начала угасать с началом Второй мировой войны. В 1941 году Япония нападением на Пёрл-Харбор развязала военные действия против США, в связи с чем в обществе начало расти неприятие японцев и всех азиатов в целом. На протяжении всего десятилетия Вонг снимали всего четыре раза, и два из них — в главных ролях в пропагандистских фильмах антияпонского характера «Леди из Чунцина» (1942) и «Бомбы над Бирмой» (1943).
В 1950-х годах Вонг играла в театре и снималась на телевидении, появившись в ряде сериалов. Её последнее появление на киноэкране состоялось в 1960 году, когда она снялась в драме «Портрет в чёрном», в которой ведущие роли были отведены Лане Тёрнер и Энтони Куинну. Актриса умерла от сердечного приступа 3 февраля 1961 года в возрасте пятидесяти шести лет. Впоследствии она была удостоена звезды на Голливудской Аллее Славы.

## Личная жизнь
Анна Мэй Вонг никогда не была замужем. Как она призналась в статье для Paris Revue Mondiale в 1932 году, брак с китайцем или с американцем китайского происхождения означал бы конец её кинокарьеры, поскольку согласно китайским ценностям замужняя женщина не могла работать актрисой. Актриса состояла в романтических отношениях с несколькими белыми мужчинами, включая актёра Маршалла Нейлана и британского артиста Эрика Машвица, брак с которыми был невозможен, отчасти потому что смешанные браки были запрещены в Калифорнии до 1948 года, а отчасти потому что смешанный брак (заключённый за пределами Калифорнии) нанес бы ущерб не только её репутации но и репутации её партнёра.

## Память
В 2021 году было объявлено увековечить память Анны Мэй Вонг и ряда других женщин, отметившихся борьбой за гражданские права, участием в политике, гуманитарной сфере и науке, поместив их портрет на четверть доллара.

## Фильмография
| Год  | Название на русском     | Название на языке оригинала      | Роль                   |
| ---- | ----------------------- | -------------------------------- | ---------------------- |
| 1960 | Портрет в чёрном        | Portrait in Black                | Тони                   |
| 1949 | Удар                    | Impact                           | Су Лин                 |
| 1943 | Бомбы над Бирмой        | Bombs Over Burma                 | Лин Инь                |
| 1942 | Леди из Чунцина         | Lady from Chungking              | Кван Мэй               |
| 1941 |                         | Ellery Queen’s Penthouse Mystery | Лоис Линь              |
| 1939 | Остров потерянных людей | Island of Lost Men               | Ким Линь               |
| 1939 | Король Чайнатауна       | King of Chinatown                | Доктор Мэри Линь       |
| 1938 |                         | When Were You Born               | Мэй Лэй Минь           |
| 1938 | Опасное знание          | Dangerous to Know                | Лан Инь                |
| 1937 | Дочь Шанхая             | Daughter of Shanghai             | Лан Инь Лин            |
| 1934 | Лимхаус-блюз            | Limehouse Blues                  | Ту Туань               |
| 1934 | Тигровая бухта          | Tiger Bay                        | Лю Чан                 |
| 1934 | Голова Явы              | Java Head                        | Принцесса Тао Юэн      |
| 1934 | Чу-Чин-Чоу              | Chu-Chin-Chow                    | Зарат                  |
| 1933 | Этюд в багровых тонах   | A Study in Scarlet               | Миссис Пайк            |
| 1932 | Шанхайский экспресс     | Shanghai Express                 | Хуй Фэй                |
| 1931 | Дочь дракона            | Daughter of the Dragon           | Принцесса Лин Мо       |
| 1930 | Хай-Тан                 | Hai-Tang                         | Хай-Тан                |
| 1930 | Пламя любви             | The Flame of Love                | Хай-Тан                |
| 1930 | Дорога к бесчестию      | Der Weg zur Schande              | Хай-Тан                |
| 1930 | Зов Элстри              | Elstree Calling                  | Анна Мэй Вонг          |
| 1929 | Пиккадилли              | Piccadilly                       | Шошо                   |
| 1929 | Городская бабочка       | Großstadtschmetterling           | Хай-Тан                |
| 1928 | Грязные деньги          | Schmutziges Geld                 | Сон                    |
| 1928 | На пути к Сингапуру     | Across to Singapore              | Танцовщица             |
| 1928 | Чарли из Чайнатауна     | Chinatown Charlie                | Возлюбленная мандарина |
| 1928 | Кровавый город          | The Crimson City                 | Су                     |
| 1927 | Улицы Шанхая            | Streets of Shanghai              | Су Кван                |
| 1927 | Дьявольская танцовщица  | The Devil Dancer                 | Сада                   |
| 1927 | Китайский попугай       | The Chinese Parrot               | Танцовщица             |
| 1927 | В старом Сан-Франциско  | Old San Francisco                | Цветок Востока         |
| 1927 | Уважаемый мистер Баггс  | The Honorable Mr. Buggs          | Баронесса Столофф      |
| 1927 | Мистер Ву               | Mr. Wu                           | Лу Сон                 |
| 1927 | Вдали от дома           | Driven from Home                 | ?                      |
| 1926 | Жертва пустыни          | The Desert’s Toll                | Онета                  |
| 1926 | Шёлковый букет          | The Silk Bouquet                 | Лошадь Дракона         |
| 1926 | Путешествие в Чайнатаун | A Trip to Chinatown              | Охати                  |
| 1926 | Пятая авеню             | Fifth Avenue                     | Нан Ло                 |
| 1925 | Сорок мгновений         | Forty Winks                      | Аннабель Ву            |
| 1925 | Его звёздный час        | His Supreme Moment               | Девушка из гарема      |
| 1924 | Питер Пэн               | Peter Pan                        | Тигровая Лилия         |
| 1924 | Жители Аляски           | The Alaskan                      | Кеок                   |
| 1924 | Сороковая дверь         | The Fortieth Door                | Зира                   |
| 1924 | Багдадский вор          | The Thief of Bagdad              | Монгольская рабыня     |
| 1924 | Полевые лилии           | Lilies of the Field              | ?                      |
| 1923 | Грозовая заря           | Thundering Dawn                  | Девушка в ночном клубе |
| 1923 | По течению              | Drifting                         | Роуз Ли                |
| 1922 | Жертвы моря             | The Toll of the Sea              | Цветок Лотоса          |
| 1921 | Удары жизни             | Bits of Life                     | Той Син                |
| 1921 | Стыд                    | Shame                            | Цветок Лотоса          |
| 1921 |                         | The First Born                   | ?                      |
| 1920 | Динти                   | Dinty                            | В эпизоде              |
| 1919 | Красный фонарь          | The Red Lantern                  | В эпизоде              |